# Arriel McDonald
Arriel Rene McDonald (Harvey, 5 gennaio 1972) è un ex cestista e allenatore di pallacanestro statunitense naturalizzato sloveno che giocava come playmaker.

## Carriera
Con la Slovenia ha disputato i Campionati europei del 2001.

## Palmarès

### Squadra
- Campione NIT (1993)
- Campionato sloveno: 3

Olimpija Lubiana: 1997, 1998, 1999
- Campionato israeliano: 3

Maccabi Tel-Aviv: 1999-2000, 2000-01, 2001-02
- Campionato greco: 2

Panathinaikos: 2002-03, 2003-04
- Campionato italiano: 1

Mens Sana Siena: 2008-09
- Coppa di Slovenia: 3

Olimpija Lubiana: 1997, 1998, 1999
- Coppa di Israele: 3

Maccabi Tel-Aviv: 1999-2000, 2000-01, 2001-02
- Coppa di Grecia: 1

Panathinaikos: 2002-03
- Liga catalana: 1

Girona: 2006
- Coppa dei Campioni: 1

Maccabi Tel Aviv: 2000-01
- FIBA EuroCup: 1

CB Girona: 2006-07

### Individuale
- Ligat ha'Al MVP: 1

Maccabi Tel Aviv: 1999-2000
- MVP finals FIBA EuroCup: 1

Girona: 2006-07
- Suproleague Final Four MVP: 1

Maccabi Tel Aviv: 2001
- All-Euroleague Second Team: 1

Maccabi Tel Aviv: 2001-02